# Chromodoris magnifica
Chromodoris magnifica is een zeenaaktslak die behoort tot de familie van de Chromodorididae. Deze slak leeft in het westen van de Grote Oceaan, van Indonesië tot het oosten van Australië.
De slak heeft de Latijnse naam magnifica omwille van de grote verscheidenheid aan prachtige kleuren, waarin ze voorkomen. Ze is blauw, geel, oranje, zwart met opvallende oranje kieuwen en puntvormige reukorganen, de rinoforen.